# Duncan D. Hunter
Pour son père et prédécesseur au Congrès, voir Duncan Hunter.
Duncan Duane Hunter, né le 7 décembre 1976 à San Diego, est un homme politique américain, représentant républicain de Californie à la Chambre des représentants des États-Unis de 2009 à 2020.

## Biographie

### Famille et carrière professionnelle
En 1998, Duncan D. Hunter épouse Margaret Jankowski, rencontrée alors qu'ils étaient tous les deux volontaires sur une campagne électorale de son père.
Après les attentats du 11 septembre 2001, il abandonne sa carrière dans les technologies de l'information et rejoint les Marines. Il quitte l'armée en 2005 et devient dès lors réserviste.

### Représentant des États-Unis

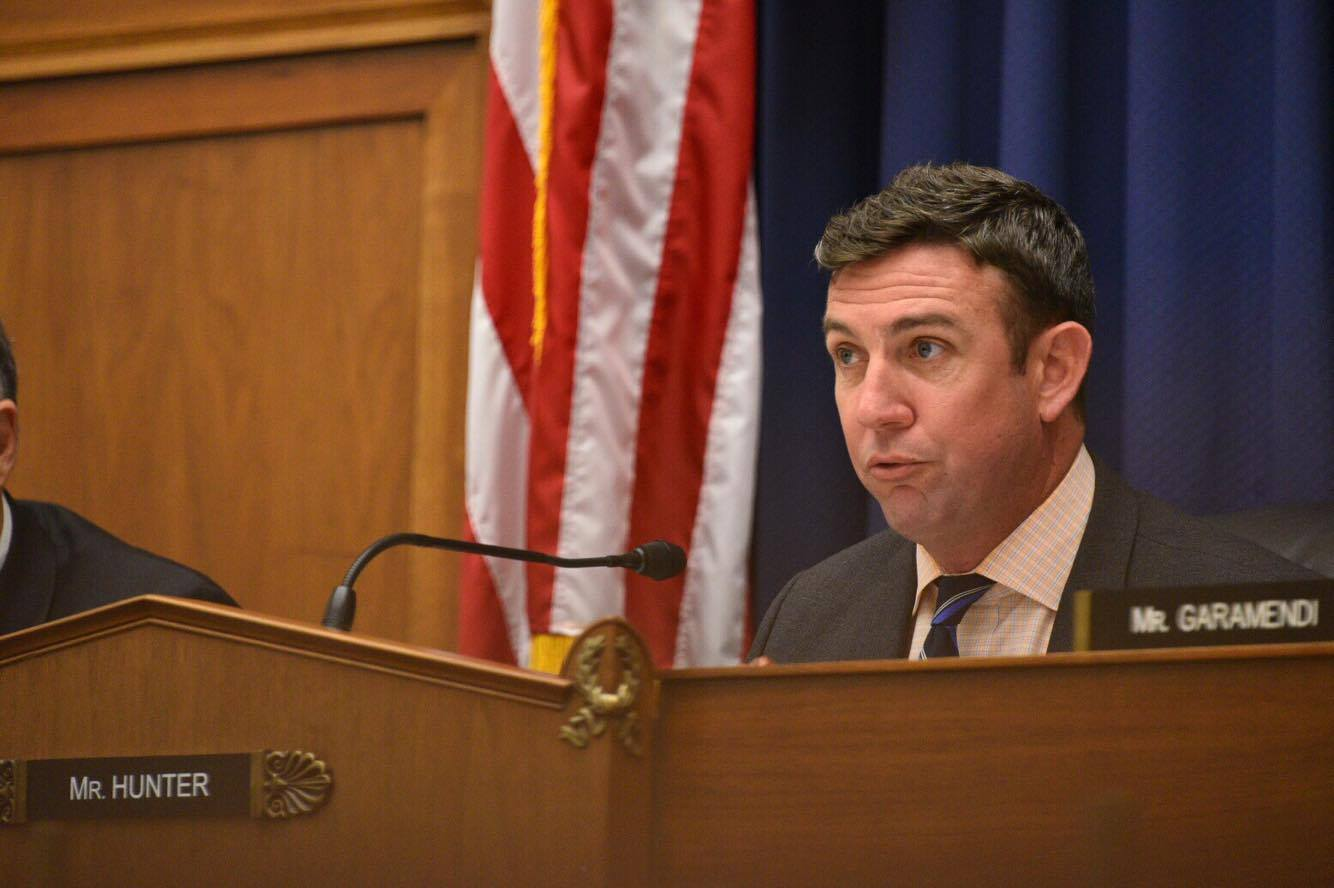
Duncan D. Hunter en commission au Congrès en 2017.

En 2008, son père Duncan Hunter est candidat à l'investiture républicaine pour l'élection présidentielle. Battu, il annonce qu'il quitte également le Congrès. Duncan D. Hunter se présente à sa succession à la Chambre des représentants des États-Unis dans le 52e district de Californie, un bastion républicain de l'ouest du comté de San Diego. Pendant la campagne, il est déployé en Afghanistan. Il est élu avec 56,4 % des voix face au démocrate Mike Lumpkin (38,9 %) et au libertarien Michael Benoit (4,7 %). Il est réélu avec 63,1 % des suffrages en 2010, 67,7 % en 2012 et 71,2 % en 2014. Candidat à un nouveau mandat en 2016, il arrive en tête de la primaire du 7 juin avec 56,5 % des voix. Il affronte le démocrate Patrick Malloy en novembre et rassemble 64 % des voix.
En août 2018, Hunter et son épouse sont inculpés pour plusieurs chefs d’accusation, dont fraude et dépenses de campagne interdites. En effet, les Hunter auraient utilisé plus de 250 000 dollars des fonds de campagne du représentant pour leurs besoins personnels, dont des voyages en Italie et à SeaWorld ainsi que factures scolaires, alimentaires ou encore pour des soins dentaires. En novembre, Hunter affronte le démocrate Ammar Campa-Najjar. Il crée la polémique en estimant que son adversaire, d'origine palestinienne, fait partie d'un complot de terroristes pour « infiltrer le Congrès ». Hunter est réélu représentant mais avec une marge bien plus faible que lors de ses précédentes élections, devançant Campa-Najjar de seulement 3 points.
Malgré sa réélection, Campa-Najjar et plusieurs républicains (dont l'ancien représentant Darrell Issa) annoncent leur intention de vouloir se présenter face à Hunter en 2020. En décembre 2019, il finit par plaider coupable de violations des règles de financement des campagnes politiques. Il démissionne quelques jours plus tard de son poste de représentant. En mars 2020, il est condamné à 11 mois de prison. Il est toutefois gracié par le président Donald Trump le 22 décembre 2020.

## Positions politiques
À l'image de son père, Duncan D. Hunter est un républicain conservateur. Il est en faveur de la construction de barrières le long de la frontière mexicaine, du port d'armes et soutient une baisse des dépenses et des impôts. Sur les questions de société, il s'oppose à l'avortement et au mariage entre personnes de même sexe. Il a également affirmé que mettre des femmes en position de combat dans l’armée américaine était « une plus grande menace pour le corps des Marines que l’État islamique ».
Il est, avec Chris Collins, le premier membre du Congrès à soutenir la candidature de Donald Trump pour les primaires présidentielles de 2016.